# 馬洛里海崖
84°2′S 165°50′E / 84.033°S 165.833°E
馬洛里海崖（英語：Mallory Bluff），是南極洲的海崖，位於杜費克海岸，處於沃爾冰川源頭東北面的格林德利高原西北坡，由美國研究計劃氣象學家命名，現時由南極條約體系管理。